# Рыжий сосновый пилильщик
Рыжий сосновый пилильщик (лат. Neodiprion sertifer) — вид пилильщиков из семейства сосновые пилильщики. Известен в просторечии как «ложногусеница». Вредитель сосны обыкновенной по всему её ареалу. Транспалеарктический вид. Взрослая особь имеет ярко выраженный половой диморфизм. Средняя длина тела 6—8 мм. Самцы чёрные и блестящие. Самки немного крупнее и светлые, красно-желто-коричневые. Оплодотворенные самки откладывают по 80—100 яиц в хвою. Каждая отдалённая кладка содержит от 1 до 12 яиц. Чаще всего местом кладки становятся молодые побеги. Яйца зимуют в глубокой диапаузе и под снегом выдерживают температуру до −40° С. Взрослые имаго выходят из коконов в конце лета или начала осени. Рыжий сосновый пилильщик распространен почти во всей Европе, Сибири, Азии, Корее и Японии. В Северную Америку был завезён примерно 50 лет назад.